# Philonthus varians
Philonthus varians es una especie de escarabajo del género Philonthus, familia Staphylinidae. Fue descrita científicamente por Paykull en 1789.
Se distribuye por Europa. Habita en Reino Unido, Suecia, Noruega, Finlandia, Países Bajos, Francia, Estonia, Alemania, Austria, Italia, Dinamarca, Rusia, Ucrania, Luxemburgo, Polonia, Portugal, Bélgica, Checa, España, Bulgaria, Bielorrusia, Suiza, Chipre, Grecia, Japón, Malasia, Rumania, Turquía, Sudáfrica, Canadá y los Estados Unidos.
Mide 6-8,5 milímetros de longitud y habita en la composta y el estiércol.